# 11:11 Reset
11:11 Reset è il settimo album in studio della cantante statunitense Keyshia Cole, pubblicato il 20 ottobre 2017.

## Tracce
1. Cole World (feat. DJ Khaled) (Intro) – 1:24 (Keyshia Cole, Khaled Khaled)
2. Unbothered – 2:25 (Cole)
3. You (feat. Remy Ma & French Montana) – 3:53 (Cole, Reminisce Mackie, Karim Kharbouch, Harmony Samuels, Edgar Etienne, Gary Kemp, Theron Thomas, Timothy Thomas, Attrell Codes)
4. Incapable – 3:24 (Cole, Nathaniel Hills, Marcella Araica)
5. Best Friend – 3:42 (Cole, Antwan Thompson, Aaron Rogers, Rashad Johnson, Gavin Rhone)
6. Vault – 4:11 (Cole, Jeremy Felton, Uforo Ebong, Raymond Komba)
7. Act Right (featuring Young Thug) – 3:33 (Cole, Jeffery Williams, Dijon McFarlane)
8. Right Time – 3:37 (Cole)
9. Emotional – 4:51 (Cole)
10. Ride (featuring Kamaiyah) – 3:14 (Cole, Kamaiyah Johnson, McFarlane)
11. Cole World (feat. Too $hort) (Outro) – 1:24 (Cole, Todd Shaw)